# Antônio Almeida
Antônio Almeida est une municipalité brésilienne située dans l'État du Piauí.